# Кобальтовая охра
Ко́бальтовая о́хра (частично устар.), ко́бальтовые о́хры (англ. cobalt ochre, амер. англ. cobalt ocher, нем. Erdkobalt) — широко бытовавшее в горной и ремесленной среде до конца XIX века тривиальное название как минимум двух кобальтосодержащих вторичных рудных минералов: асболана и эритрина.:172 Употреблялись часто с добавлением уточняющего цветового прилагательного, во избежание путаницы. Так, упоминания асболана часто можно было встретить в виде жёлтой, бурой или коричневой кобальтовой охры (нем. gelber und brauner Erdkobalt):174, бурого землистого кобальта:59 или «кобальтовой черни»,:456 а эритрин (или кобальтовые цветы) — в качестве красной или розовой кобальтовой охры (название эритрин происходит от др.-греч. ἐρυθρός — красный).:95

## История
Между тем, до второй половины XIX века общее количество кобальтовых охр выглядело значительно более внушительным, в некоторых исследованиях достигая полутора десятков. К примеру, Роберт Джемсон, опираясь на многочисленные исследования своих предшественников (от Вернера до Гаюи), разделил кобальтовые охры на четыре класса (обозначенных по преобладающему цвету): чёрные кобальтовые охры, коричневые кобальтовые охры, жёлтые кобальтовые охры и красные кобальтовые охры.:503-515 В свою очередь, каждая из отдельных цветных форм охры имела две или даже три установленных разновидности.:544 С точки зрения современной минералогии, большинство этих минералов можно определить как смеси или разные кристаллизационные формы.
К примеру, первая по порядку — чёрная кобальтовая охра имела две основные формы, которые были давно известны и достаточно широко распространены на рудниках Европы; в этой категории Роберт Джемсон различал землистую и отвердевшую чёрные кобальтовые охры.:503-506 В свою очередь, коричневые или жёлто-коричневые кобальтовые охры различались по составу, иногда представляя собой смесь чёрных и жёлтых кобальтовых охр в разных пропорциях и с разными примесями.:507-508 Жёлтые кобальтовые охры часто появлялись в ассоциации с различными формами красных кобальтовых охр, а также с никелевыми охрами.:508-510 И наконец, красная кобальтовая охра была известна как минимум в трёх минеральных формах: землистая, лучистая и шлаковая красная кобальтовая охра.:510-515
В то же время Джемсон считал, что кобальтовые охры имеют между собой много общего и могут быть определены и выделены как отдельный класс минералов со своей внутренней классификацией. «Чёрные, коричневые и жёлтые кобальтовые охры, а равно и другие подобные минералы должны быть расположены вместе и образовывать определённый порядок сами по себе. В то же время мы помещаем их рядом с красным кобальтом, поскольку они часто ассоциируют с этим минералом».:197
Однако, если рассмотреть всё многообразие кобальтовых охр с современной химической точки зрения, то в сухом остатке Джеймсон и его современники описывали в целом — две группы минеральных соединений кобальта: в первую очередь это оксиды (под которыми ныне имеется в виду, прежде всего, асболан) и во вторую — арсенаты (в целом соответствуя современному эритрину). С той только разницей, что оба этих минерала были представлены в классификации Джемсона в различных региональных морфологических формах кристаллизации и с различным набором примесей.

## Основные минералы
- Асболан (англ. Asbolane)[1]:172 или кобальтистый вад (устар.) — вторичный минерал класса оксидов с расчётной формулой (Со,Ni)O•MnO2•nH2O, состоящий из водных окислов марганца, кобальта и никеля. Образует сажистые, землистые массы (асболан от др.-греч. ασβολος — сажа) грязных цветов от желтовато-коричневого до синевато-чёрного.
- Эритрин (англ. Erythrite)[1]:172, реже эритрит[9]:226 или кобальтовые цветы (устар.) — вторичный минерал класса арсенатов с идеальной формулой Co3(AsO4)2•8(H2O), состоящий из арсената кобальта(II) и обычно содержащий также примеси никеля, железа, цинка, магния и кальция. Благодаря яркой расцветке используется в качестве индикатора находящихся рядом кобальтовых руд, а иногда также самородного серебра.

## Галерея кобальтовых охр

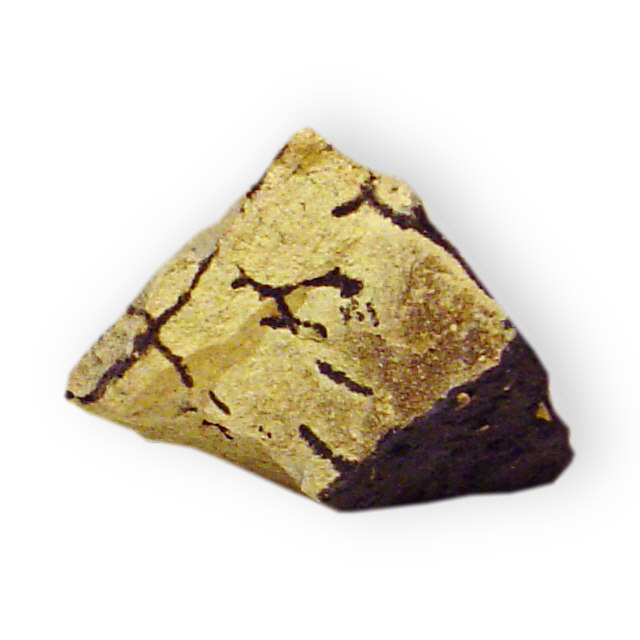
Асболан
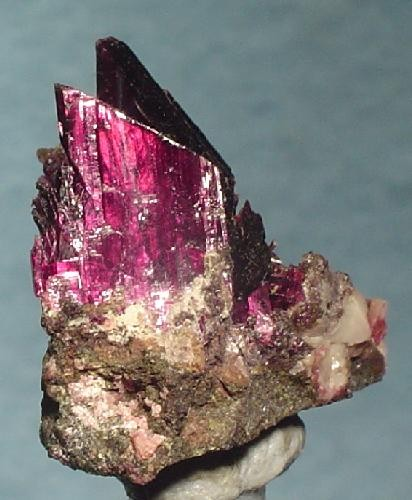
Эритрин